# PetroKazakhstan
PetroKazakhstan est un groupe pétrolier canadien basé à Calgary, dont les affaires sont concentrées au Kazakhstan, où il possède environ 550 millions de barils de réserves dans la région du bassin de Tourgaï. C'est la deuxième plus grande réserve trouvée au Kazakhstan après celle de Tengiz exploitée par ChevronTexaco. La compagnie extrait trois millions de tonnes de brut par an, près de 5 % de la production du Kazakhstan.

## Historique
Autrefois connue sous le nom d'Hurricane Hydrocarbons Ltd., la compagnie a été fondée en 1981 en opérant dans l'Ouest canadien. Elle s'est internationalisée et développée après plusieurs découvertes majeures de pétrole au Kazakhstan méridional. En 1996, elle a acheté Yuzhneftegaz du gouvernement kazakh, devenant ainsi un des plus grands acteurs dans ce pays. Cependant, la compagnie rencontre de graves problèmes vers la fin des années 1990. Le pétrole de toute la compagnie doit en effet passer par des raffineries possédées par Central Asian Industrial Holdings, qui ont usé de leur monopole pour demander des prix élevés. En même temps, les prix du pétrole plongent. En 1999, la compagnie se trouve en procédure de faillite et est presque dissoute.
La compagnie est sauvée par Bernard Isautier, un membre du conseil qui est depuis longtemps impliqué dans l'industrie pétrolière canadienne et en Asie centrale. Devenu PDG, il négocie une fusion avec Central Asian Industrial Holdings. Ceci a par la suite rendu les investisseurs des deux compagnies très riches, particulièrement Isautier qui n'avait exigé aucun salaire et avait obtenu de n'être payé qu'en options d'achat d'actions. L'augmentation rapide en valeur des actions fait d'Isautier de loin le directeur le plus généreusement rémunéré au Canada en 2004. En 2003, la compagnie est renommée PetroKazakhstan pour refléter que ses opérations se situent entièrement dans ce pays.

## Actualités
Ces dernières années, PetroKazakhstan a vu s'intensifier un conflit avec le gouvernement du Kazakhstan, y compris une amende pour comportement anticompétitifs et des protestations pour son dossier environnemental et de conditions de travail, censément organisées par des agents de gouvernement. En juin 2005, PetroKazakhstan annonce qu'elle a été approchée pour une acquisition ou une fusion possible, faisant monter le cours des actions d'actions de manière significative. Le prétendant le plus fréquemment mentionné est une branche de l'ONGC de l'Inde. Le cours des actions retombe rapidement quand le gouvernement du Kazakhstan annonce qu'il exigerait le droit d'acquérir PetroKazakhstan avant n'importe quelle fusion. En août 2005, il est annoncé que la China National Petroleum Corporation a accepté d'acheter la compagnie pour 4,18 milliards de USD. Ceci fait de PetroKazakhstan la plus grande acquisition outre-mer par une compagnie chinoise. Sur le forage de Situ, près de Kyzylorda, seuls les superviseurs sont Chinois. Les ouvriers et les ingénieurs, eux, sont Kazakhs.
La production quotidienne estimée est de 165 000 barils de pétrole.